# Muori papà... muori!
Muori papà... muori! (Papa, sdokhni) è un film del 2018 diretto da Kirill Sokolov.

## Trama
Matvej si presenta a casa dei genitori della sua ragazza, Olja, per uccidere il padre di lei a martellate. Olja l'ha convinto a farlo, per rendere giustizia agli abusi subiti da bambina da parte del padre Andrej, violento commissario di polizia.
Andrej fa accomodare il ragazzo che non trova il momento buono per attaccare. Così lo scaltro padrone di casa, che ha subito sospettato del ragazzo, sferra lui il primo attacco e dopo una violentissima zuffa lo immobilizza ammanettandolo nella vasca da bagno. Per capire le intenzioni dell'aggressore, Andrej trapana una caviglia di Matvej, che prima di svenire confessa tutto.
L'uomo non si convince del tutto, sostenendo fermamente di non aver mai abusato della figlia, che comunque chiama perché torni subito a casa per chiarimenti.
Nel bagno di sangue, Matvej rinviene e ha la forza di liberarsi delle manette spezzandosi pollice e polso di una mano, per ripresentarsi così nuovamente minaccioso in soggiorno, dove però è sopraffatto per la seconda volta e cade come morto.
Per risolvere il pasticcio, Andrej chiama il suo fedele collega Evgenijč che accorre immediatamente. Non ha fatto i conti però con Matvej che  sorprendentemente rinviene di nuovo, svelando la presenza di un malloppo, spiato prima dal bagno. Questa circostanza mette l'amico Evgenijč contro Andrej, in quanto è chiaro che si tratta del denaro che i due poliziotti corrotti avevano estorto a una ricca famiglia per scagionare il figlio, efferato assassino. Denaro che sarebbe dovuto servire per curare la moglie di Evgenijč e che invece l'amico aveva sottratto con l'inganno. Mentre si stanno per regolare i conti, torna Olja, che assiste alla sparatoria in cui il collega del padre viene ucciso.
Di fronte ai genitori, la ragazza non difende Matvej, che anzi accoltella alla pancia, ma poi è costretta a confessare la bugia riguardo alle violenze subite, svelando di aver inscenato tutto per impossessarsi del malloppo che aveva visto nascosto in casa. La debole madre, Taša, non regge tutto questo e si impicca. Mentre marito e figlia la soccorrono inutilmente, Matvej rinviene nuovamente, in tempo per osservare la sua Olja freddare il padre e venire però ferita a morte dallo stesso, proprio quando sembrava avercela fatta.
Matvej riesce così a trascinarsi fuori dall'appartamento, lasciando dietro di sé una scia di sangue, di morti e il denaro che li ha originati.

## Riconoscimenti
- 2019 - Fantasy Filmfest[1]
  - Candidatura per il Best First Feature
- 2019 - Neuchâtel International Fantastic Film Festival
  - Candidatura per il Miglior film europeo